# خیمه‌شب‌بازی

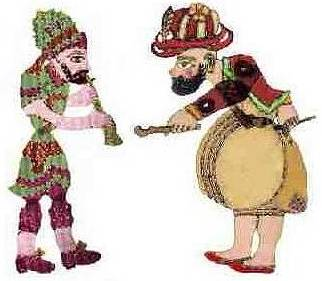
سیاه‌چشم یک نمایش نامه عروسکی در ترکیه است.

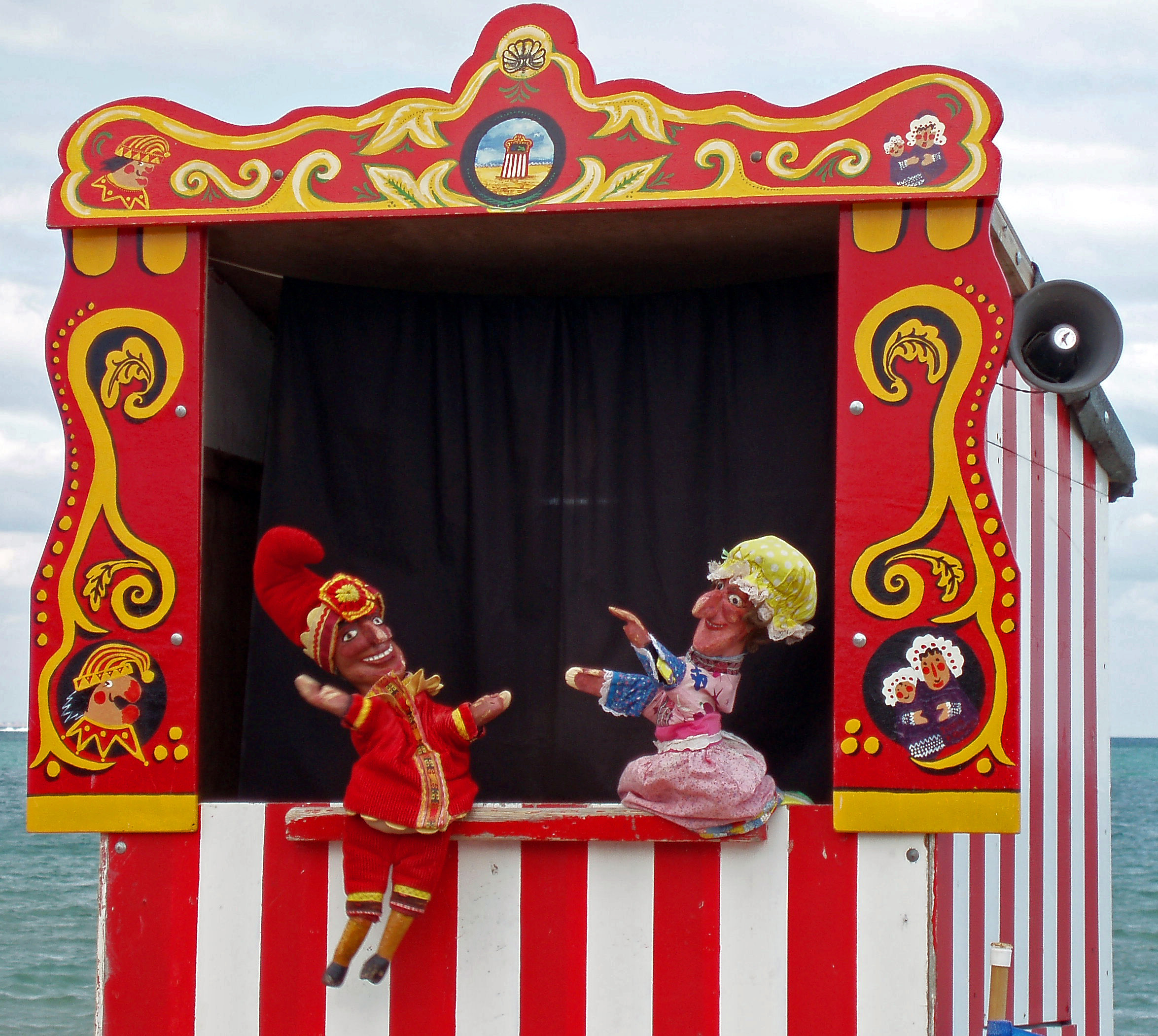
خیمه‌شب‌بازی سنتی بریتانیایی به نام پانچ و جودی.

نمایش عروسکی یا خیمه‌شب‌بازی طبق آخرین نظریه‌ها در اصل از ایران شروع شده یا در هند، عروسک سازی و خیمه شب بازی از در هندوستان مرسوم بوده و در مناطق مختلف این کشور با نام‌های گوناگونی شناخته می‌شود. کشف عروسک‌هایی دوران باستان سفالی از سایت‌های باستانی دره سند به عنوان نشانه‌ای از خیمه شب بازی تلقی می‌شود.
برخی خیمه‌شب‌بازی را به کمدیا دل‌آرته منسوب می‌دانند و گروهی بر این عقیده‌اند که از کشورهای کهن چین، هند، ژاپن و نواحی جنوب شرقی آسیا به اروپا نفوذ کرده است. خیمه‌شب‌بازی یا شب‌بازی، شب‌ها و در خیمه‌ای که دو طرفش دو چراغ روشن بود، نمایش داده می‌شد. صحنه صندوقی بود به درازای سه ربع و بلندی نیم ذرع. یک طرف صندوق به طرف تماشاچیان باز بود و سه طرف دیگرش اتاقی را نشان می‌داد. صندوق در خیمه بود و نمایش‌گردان پشت صندوق مخفی می‌شد و عروسک‌ها را با نخ یا بال‌های نازک تکان می‌داد. در نمایش‌های خیمه‌ای که خاص طبقات بالا اجرا می‌شد، نمایش‌ها مجلل و مفصل و خیمه فاخر و رنگارنگ بوده است.

## خیمه‌شب‌بازی در ایران

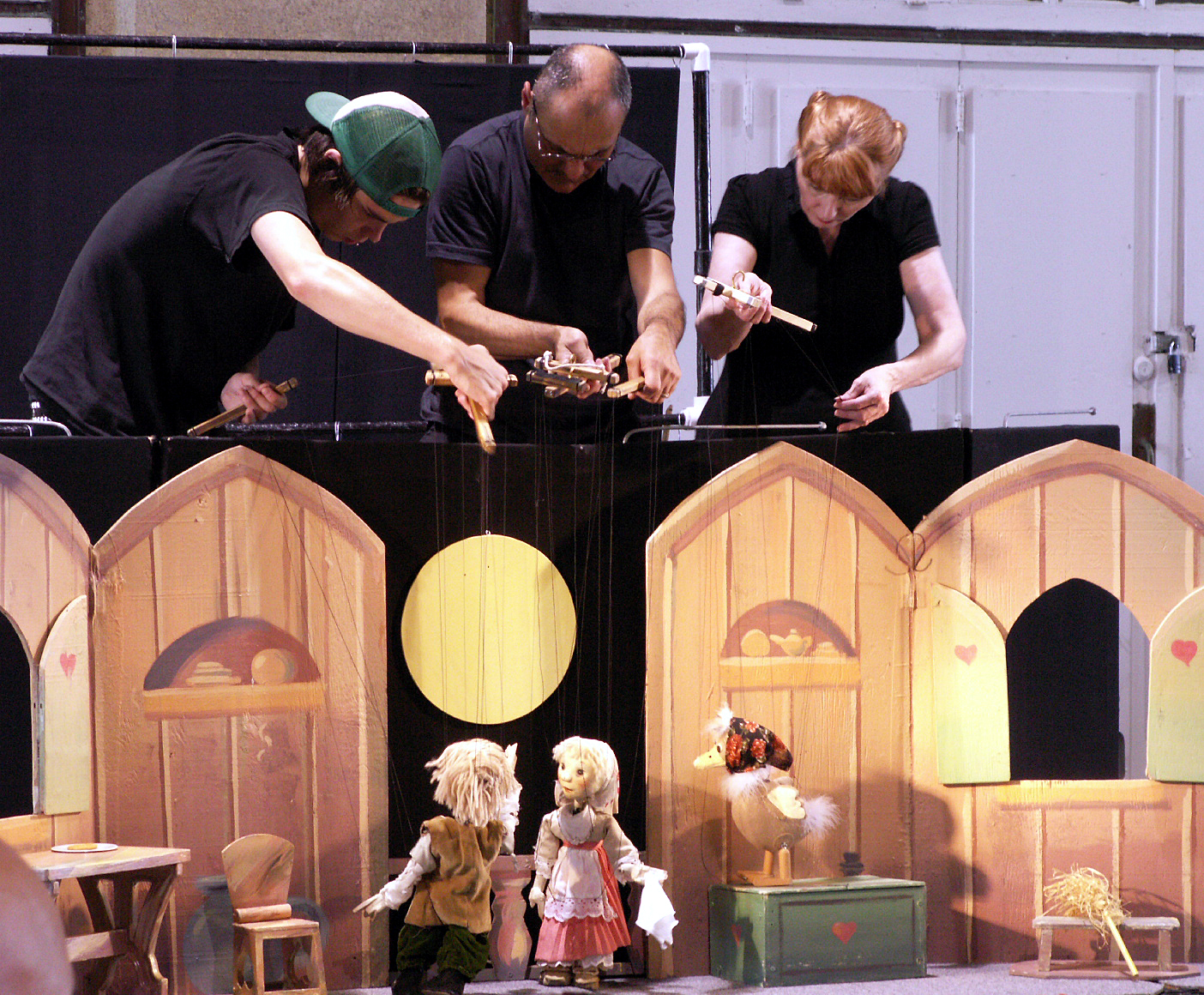
نمایش عروسکی یا خیمه‌شب‌بازی

عطا ملک جوینی (وفات ۶۸۰ هجری قمری) در قرن هفتم در کتاب خود تاریخ جهانگشا که تاریخ مغولان است، گزارشی از خیمه‌شب‌بازی در روزگار اوکتای قاآن می‌دهد:

روزی خیمه شب بازان از ختا (شهری میان ترکستان و چین قدیم) آمده بودند و عروسک‌های ختایی عجیب و غریبی با خود آورده بودند که ما هرگز ندیده بودیم و به خیمه شب بازی پرداختند و در این هنگام عروسکی را که شکل پیرمردی با ریش سفید بود، از صندوق بیرون آورده و به صورت اسیر به نمایش درآوردند. اوکتای قاآن پرسید این صورتِ کیست؟ گفتند صورت مسلمانی است یاغی که به دست لشکریان اسیر آمده است. اوکتای قاآن بی درنگ فرمود که بازی را متوقف بدارند.

در قدیم به این هنر، شب‌بازی نیز گفته می‌شده است؛ همچنان‌که واعظ کاشفی گفته است:
اگر پرسند که مخصوص لعبت‌بازان چیست، بگوی خیمه و پیش‌بند و بازی خیمه در روز توان کرد و بازی پیش‌بند در شب؛ و پیش‌بند، صندوقی را گویند که در پیش آن خیال‌بازی می‌کنند و در روزبازی به دست حرکت کنند و در شب‌بازی، رشته‌ای چند را متحرک سازند.
نظامی گنجوی فرموده است:
| چنان بود شب‌بازی روزگار |  | که شب را دگرگون شد آموزگار |

در ایران خیمه‌شب‌بازی در زمان بهرام گور مقارن با کوچ بازیگران کولی هند متداول شد. این نمایش شاد به مناسبت جشن‌ها، عروسی‌ها و ختنه سوران‌ها به اجرا درمی‌آمد. در خیمه‌شب بازی تعدادی عروسک در اندازه‌های ۲۰ تا ۲۵ سانتی‌متر از چوب ساخته شده بود و در محلی به نام خیمه به جای آدم‌ها ایفای نقش می‌کردند. عروسک‌های زن روسری، شلیته و چاقچور بر تن داشتند و عروسک‌های مرد کلاه نمدی، پیراهن آبی یا قرمز و شلواری سیاه و گشاد.
بر اساس نوع عروسک‌ها و نحوه اجرای آن‌ها، نمایش‌های خیمه‌شب‌بازی به دو دسته کلی تقسیم شده است:
در حالت اول، عروسک‌ها از کیسه ساخته می‌شد. انگشتان دست عروسک گردان در سر و دو دست عروسک جای می‌گرفت و آن را بالای سر خود به حرکت درمی‌آورد. در این حالت عروسک گردان پشت پرده روی زمین می‌نشست. در حالت دوم، عروسک‌ها با نخ یا سیمی که از بالا به آن‌ها وصل شده بود حرکت می‌کردند. خیمه‌شب‌بازی در این حالت شب هنگام داخل خیمه برگزار می‌شد. خیمه در واقع صندوقی بود که از یک سو رو به تماشاگر داشت و از سه سوی دیگر دیوارهای اتاق را القا می‌کرد. شخصیت‌های مهم این عروسک‌ها، پهلوان کچل، پهلوان پنبه، ملا، عروس، مادر زن و دیو بودند. پهلوان کچل قهرمان زیرکی بود و سری طاس داشت. پهلوان پنبه فقط برای عروسک‌های ضعیف‌تر از خود شجاع بود و عروس خجالتی و پرمدعا داشت. در خیمه‌شب بازی مردی به نام مرشد کنار خیمه می‌نشست و با تنبک، موسیقی ضربی می‌نواخت. مرشد گاهی هم آوازهای محلی می‌خواند. گفته‌های عروسک‌ها نامشخص و خنده‌دار بود؛ زیرا از سوتک‌هایی که در دهان عروسک گردان‌ها بود تولید می‌شد. مرشد ضمن گفتگو با عروسک‌ها، قبل از این که جمله خود را بیان کند، با لحنی استفهامی جملهٔ عروسک مخاطبش را تکرار می‌کرد تا تماشاگران معنی آن‌ها را بفهمند.